# Amegilla yunnanensis
Amegilla yunnanensis är en biart som beskrevs av Wu 1983. Amegilla yunnanensis ingår i släktet Amegilla och familjen långtungebin. Inga underarter finns listade i Catalogue of Life.